# Line Henriette Holten

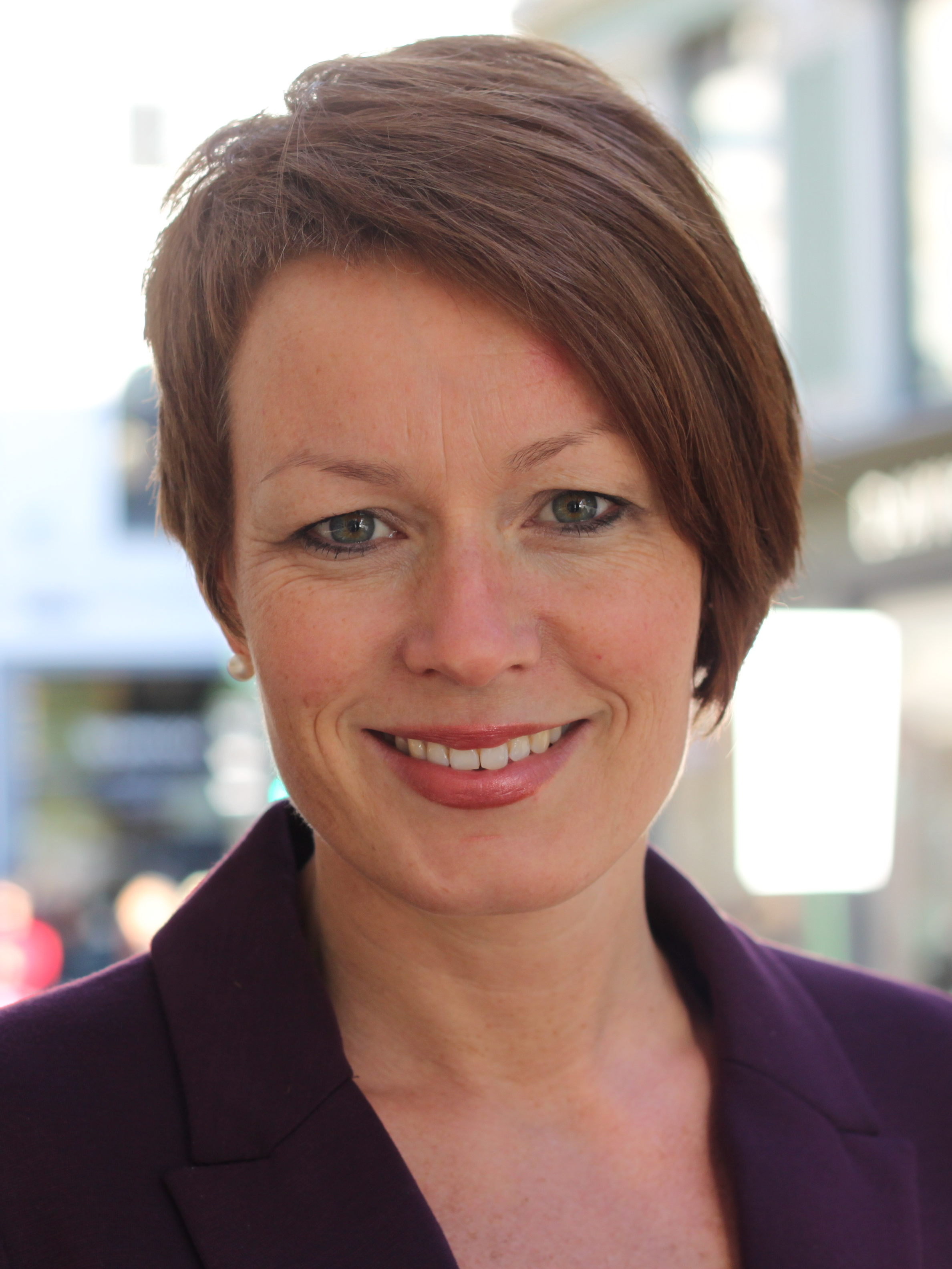
Line Henriette Holten, 2012

Line Henriette Holten (* 18. Oktober 1971 in Sarpsborg, früher Line Henriette Hjemdal) ist eine norwegische Politikerin der christdemokratischen Kristelig Folkeparti (KrF). Von 2005 bis 2017 war sie Abgeordnete im Storting.

## Leben
Line Henriette Holten ist die Tochter des KrF-Politikers Odd Holten. Nach dem Abschluss der weiterführenden Schule im Jahr 1990 studierte Holten von 1990 bis 1996 Theologie an der theologischen Hochschule Det teologiske menighetsfakultet. Während ihrer Zeit dort fungierte sie zwischen 1991 und 1993 als stellvertretende Vorsitzende der Jugendorganisation Kristelig Folkepartis Ungdom (KrFU). In den Jahren 1997 bis 2000 wirkte sie als Generalsekretärin der Organisation. Holten arbeitete im Jahr 2001 zunächst als Projektleiterin an ihrer alten Hochschule, bevor sie von Oktober 2001 bis Februar 2005 als politische Beraterin unter Dagfinn Høybråten im Gesundheitsministerium und später im Arbeits- und Sozialministerium tätig war. In den Jahren 2003 bis 2007 war sie Stadträtin in der damaligen Kommune Askim.
Holten zog bei der Parlamentswahl 2005 erstmals in das norwegische Nationalparlament Storting ein. Dort vertrat sie den Wahlkreis Østfold und wurde zunächst Mitglied im Energie- und Umweltausschuss. Dort verblieb sie auch nach der Wahl 2009. Im Oktober 2009 wurde sie zudem zur fünften Vize-Parlamentspräsidentin gewählt. Sie blieb bis Ende September 2011 in diesem Amt. Im September 2012 ging sie während der laufenden Legislaturperiode in den Gesundheits- und Fürsorgeausschuss über. Im Anschluss an die Stortingswahl 2013 wählte das Parlament sie erneut zur fünften Vizepräsidentin, was sie für die gesamte Legislaturperiode blieb. Holten wurde zudem Teil des Wirtschaftsausschusses. In der Zeit zwischen September 2006 und September 2017 gehörte sie dem Fraktionsvorstand an, dabei war sie unter anderem von Juni 2011 bis September 2013 die stellvertretende Fraktionsvorsitzende.
Bei der Parlamentswahl 2017 kandidierte sie erneut für einen Sitz im Storting, ihr gelang der Wiedereinzug jedoch nicht. Im November 2018 wurde bekannt gegeben, dass sie neue Generalsekretärin in der technisch-naturwissenschaftlichen Vereinigung Tekna werde.